# 不偽裝的笑顏YES
「不偽裝的笑顏YES」（笑顔YESヌード）是日本的女子偶像組合「早安少女組。」的第32张单曲。2007年2月14日由zetima发售。

## 概要
- 「不偽裝的笑顏YES」是早安少女組。八期成員光井愛佳加入後第一張單曲。
- 此單曲有3個版本，分別有「初回生産限定盤A」、「初回生産限定盤B」和「CD ONLY」。「初回生産限定盤A」收錄了「早安少女組。 HAPPY 8期Audition 合格發表」、「不偽裝的笑顏YES」的Making和八期成員的訪問。
- 在2月26日於公信榜单曲週排行榜取得第4位。

## 收錄内容

### CD（初回生産限定盤A - B, CD ONLY）
CD
1. 不偽裝的笑顏YES
（作詞・作曲：淳君 編曲：松井寛）
2. 代替著道別（サヨナラのかわりに）
（作詞・作曲：BANANA ICE  編曲：鈴木Daichi秀行）
3. 不偽裝的笑顏YES(Instrumental)

### DVD（初回生産限定盤A）
1. 早安少女組。 HAPPY 8期Audition 合格發表
2. 不偽裝的笑顏YES（Making）
3. 早安少女組。八期成員「光井愛佳」訪問